# José María Marco
José María Marco Tobarra (Madrid, 14 de octubre de 1955) es un intelectual, profesor y columnista español que trabaja en el campo de la biografía, el ensayo y el artículo periodístico. Es socio fundador de medios como Libertad Digital. Forma parte de varios consejos de redacción y fundaciones neoliberales. Actualmente es patrono de honor de la Fundación Disenso, el think-tank de Vox.

## Biografía
José María Marco nació en Madrid en 1955. Estudió bachillerato francés y español en el Liceo Francés de Madrid. Realizó estudios universitarios de Filosofía en la Universidad de París X Nanterre y Universidad de París VIII, donde siguió los cursos de Gilles Deleuze y Jean-François Lyotard, entre otros. Se licenció en Filología Española en la Universidad Complutense de Madrid. Es doctor en Literatura Española en la Universidad Complutense de Madrid.
Fue Agregado de Francés en varios Institutos de Segunda Enseñanza de Madrid entre 1982 y 1986. En 1996 se incorporó a la Universidad Pontificia Comillas, donde contribuyó a poner en marcha la Licenciatura de Traducción e Interpretación y más tarde formó parte del equipo que creó el primer Grado universitario de Relaciones Internacionales que se ha impartido en España. También participó en la creación del Grado de Comunicación Internacional (Bachelor in Global Communication). En la Universidad Pontificia Comillas ha impartido diversas asignaturas, entre ellas “Historia de las ideas políticas”, “Religión y poder político en las Relaciones Internacionales”, “Introducción a la política exterior de España”, “Introduction to the Spanish Political System”, “Comparative Cultural Studies” e “International Issues from a Spanish Perspective”. “Teoría y práctica de la traducción”, “Traducción literaria”, “Lengua y Literatura española”. En 2004-2005 fue investigador en el Departamento de Español y Portugués de la Universidad de Georgetown.

## Pensamiento
El estudio de la historia política e intelectual española en torno a la crisis de 1898, hasta la Segunda República, ha llevado a José María Marco a elaborar una posición crítica acerca del nacionalismo, en particular el nacionalismo español. En su opinión, el nacionalismo no es una exageración peligrosa del patriotismo. Es una ideología, aparecida a finales del siglo XIX, que aspira a destruir la nación liberal y a construir otra basada en la raza, la lengua o la cultura. Esta nueva nación es forzosamente excluyente. El nacionalismo, según Marco, es una de las “religiones políticas”, características del siglo XX, que más destrucción han sembrado. Marco aboga por “dotar de contenido cívico y moral al corpus de doctrina liberal”.
El nacionalismo, según Marco, se opone al patriotismo, aunque puede utilizarlo. El patriotismo es una virtud cívica basada en el amor a nuestro país, que nos lleva a quererlo como es –y no como nos gustaría que fuese. Aspira a preservar y a mejorar, en su caso, su país. Y está en la base de las democracias liberales y pluralistas en las que vivimos. Es el tema sobre el que Marco escribió su Historia patriótica de España (2011), un libro que propuso una visión integradora de un país plural, abierto y europeo.

## Vida profesional
Columnista asiduo de La Razón. Colabora también en diversos medios, como Libertad Digital y La Ilustración Liberal (de la que es fundador), El Medio, Cuadernos de Pensamiento Político. También colabora en esRadio (La Tarde de Dieter). Dirige y presenta (con Nuria Richart) el programa de entrevistas "Libros con Marco". Colabora además en Ópera Actual, The Objective y Nueva Revista de Política, Cultura y Arte.
Ha colaborado en el programa La Mañana (COPE), Telemadrid, Diario 16, ABC, La Gaceta, El Mundo, El País, ICADE, Miscelánea Comillas, Anthropos, Álbum de las Artes y las Letras, Quimera, Revista de Occidente, TCS Daily, El Noticiero de las Ideas, Revista de Libros.
Realiza las funciones de Patrono de Honor en la Fundación Disenso, el think-tank de Vox, y es miembro de la Junta Directiva de la Fundación Internacional para la Libertad (FIL), presidida por Mario Vargas Llosa, en defensa de la libertad individual. Anteriormente, ha sido miembro del Consejo Asesor de la FAES (Fundación para el Análisis y los Estudios Sociales), creada por José María Aznar y ligada al Partido Popular, de la que fue patrono hasta 2018, cuando dio el salto a la de Vox.
Ha sido socio fundador varios proyectos. Dos de los más notables son la creación de los medios liberales en lo económico como Libertad Digital y La Ilustración Liberal, dirigida por Federico Jiménez Losantos, con quien forma parte del Consejo de Redacción.  Este medio está editado por SIRK TAMPOCO NI RUBIO. Marco, asimismo, fundó la agencia de traducciones SIRK Translations en 1993 y la academia de idiomas Linguasur (1990-1993). Ha sido miembro del Consejo de Dirección de ABC, del Consejo Editorial de La Gaceta y del Consejo de Redacción de la Revista Hispano-Cubana. Entre otras funciones, tambiuén ha sido miembro del Consejo Asesor del Instituto Cánovas del Castillo y de Red Floridablanca. En sus inicios, fue secretario de redacción de la revista Dezine (1979-1981).
Su práctica de promotor cultural comprende comisariar la Exposición Manuel Azaña, Ministerio de Cultura, Palacio de Velázquez, Parque del Retiro, Madrid, 1989-1990 (presentada también en La Coruña y en Valencia). Igualmente, fue Comisario de la exposición La Monarquía en las colecciones del Senado, Senado, Madrid, 2000.
Redactó para la Consejería de Salud de la Comunidad Autónoma de Madrid el argumentario para la implantación de la libertad de elección de médico (2010). Colaboró con el Ministerio de Empleo y Seguridad Social en la redacción de un análisis de la reforma laboral (Una nación reforzada. La recuperación y la nueva cultura del trabajo, 2016).
Ha impartido cursos y conferencias en la Universidad Francisco Marroquín (Guatemala) / Liberty Fund, Universidad de Wyoming, Universidad Complutense de Madrid, Universidad Internacional Menéndez Pelayo, Universidad Internacional de Andalucía y Universidad de Barcelona.

## Vida personal y política
José María Marco es católico y abiertamente homosexual.
Aunque estuvo afiliado al PSOE y UGT entre 1983 y 1989, en los últimos años ha cristalizado una opción marcadamente nacionalista y neoliberal. En abril de 2019 se presenta como candidato a Senador por Madrid con el partido político Vox y obtuvo 610.601 votos, quedando en séptima posición. Al mes siguiente, fue número dos en la candidatura de Vox para las Elecciones a la Asamblea de Madrid de 2019, obteniendo 287.667 votos. Renunció a coger el acta por "motivos de salud", y ha seguido colaborando con Vox, "partido del que se siente 'muy orgulloso'".  Desde entonces, es patrono de honor de la Fundación Disenso, compartiendo cargo junto a Santiago Abascal, Luis Asúa Brunt, Carlos Bustelo, Francisco José Contreras, Amando de Miguel, Enrique García-Máiquez, Rocío Monasterio, Fernando Sánchez Dragó y Ana Velasco Vidal-Abarca.

## Selección de obras
- José María Marco (1988). Inteligencia republicana: Manuel Azaña 1897–1930. Madrid: Biblioteca Nueva..[16] Este libro estudia el republicanismo de Manuel Azaña. Forma parte del trabajo que Marco realizó sobre esta figura histórica. Lo complementa otro libro, La creación de sí mismo (Biblioteca Nueva, 1990), que investiga la forma en la que Manuel Azaña crea su propio personaje mediante su obra literaria y política. La tesis doctoral de Marco ("Creación literaria y literatura autobiográfica en Manuel Azaña") profundiza este aspecto de la obra de Azaña desde la perspectiva de sus textos literarios y autobiográficos. Con José Luis Gómez, Marco escribió Azaña. Una pasión española, obra estrenada por el propio José Luis Gómez en 1990 en el Teatro María Guerrero (Centro Dramático Nacional). También organizó varias exposiciones sobre Azaña en el 1990.

- José María Marco (1990). Azaña. Una biografía. Madrid: Mondadori. El estudio de la biografía política del Presidente de la Segunda República llevó a Marco a elaborar una perspectiva crítica sobre el personaje, convertido en el símbolo de un régimen que sigue dividiendo a los españoles: democrático para unos; antiliberal y sectario para otros.

- José María Marco (1991). Viaje de California. Valencia: Pre-Textos. Con este breve diario se inicia una reflexión sobre la homosexualidad que continuará a lo largo de la obra de Marco.

- José María Marco (1997). La libertad traicionada. Barcelona: Planeta. La revisión crítica de Manuel Azaña llevó a José María Marco a otro trabajo crítico, centrado en la Generación del 98 (Joaquín Costa, Ángel Ganivet, Enric Prat de la Riba, Miguel de Unamuno, Ramiro de Maeztu) y en la Generación del 14 (Azaña y José Ortega y Gasset). La libertad traicionada abrió una nueva línea de investigación y de comprensión de la historia intelectual española.[17] Los protagonistas intelectuales del “Desastre” del 98 figuran entre los grandes escritores de la literatura europea. Pero en el estudio de Marco dejaban de ser los modernizadores de la España contemporánea para ser corresponsables del hundimiento de la Monarquía constitucional y del fracaso de la democratización del sistema liberal. Así se llegó a la dictadura regeneracionista del general Miguel Primo de Rivera, a una República inestable, la Guerra Civil y la Dictadura de Francisco Franco.

- José María Marco (2007). Francisco Giner de los Ríos. Poder, estética y pedagogía. Madrid: Editorial Ciudadela. El trabajo de revisión histórica de José María Marco continuó con la biografía de Francisco Giner de los Ríos, que volvió a cambiar la valoración de uno de los grandes iconos del progresismo español[18][19][20] Heredero del legado krausista, ideólogo de la Revolución de 1868 y del Reinado de Amadeo de Saboya, fundador de la Institución Libre de Enseñanza, Giner de los Ríos ha sido uno de los personajes más influyentes de la historia política e intelectual española. La biografía de Marco, la única existente hasta ahora, desmonta el mito de quien ha llegado a ser considerado el “primer español moderno”[21]  y analiza su obra y su legado, inspiradores directos, según Marco, del radicalismo de la Segunda República.

- José María Marco (2007). La nueva revolución americana. Madrid: Editorial Ciudadela.Una estancia como investigador en Universidad de Georgetown(Washington D. C.), entre 2004 y 2005, hizo posible este estudio del movimiento conservador norteamericano. La nueva revolución americana cubre el período que va desde la ruptura del consenso de posguerra, en los años 1960, hasta los primeros años del siglo XXI.

- José María Marco (2011). Una historia patriótica de España. Planeta.[22] Con este libro Marco ofrece una historia de España basada en la definición de patriotismo como la virtud cívica basada en el amor nuestro país. El libro arranca con los orígenes de España y las leyendas que la rodearon en la antigüedad y llega a principios del siglo XXI. Ofrece el hilo conductor que permite entender la historia de un país extraordinario[23][24]

- José María Marco (2013). Maura. La política pura. Madrid: Gota a Gota..[25] Esta biografía de Antonio Maura ofrece el contrapunto a la visión crítica de los intelectuales de finales de siglo. Para Marco, Maura quiso convertir el Partido Liberal-Conservador en un partido moderno, de masas, con el que intentó democratizar el liberalismo español. El proyecto quedó inutilizado después de que Maura fuera apartado del poder tras la Semana Trágica de 1909. Fue, según Marco, una oportunidad perdida para realizar la transición pacífica del liberalismo a la democracia.

- José María Marco (2015). Sueño y destrucción de España. Los nacionalistas españoles (1898–2015). Planeta.[26] La línea de investigación sobre la historia intelectual española culmina con Sueño y destrucción de España, un estudio sobre el nacionalismo español en el siglo XX (hasta 2015). El libro estudia las raíces nacionalistas del regeneracionismo y de la crítica noventayochista y post-noventayochista.[27] Ahí, en esa voluntad nacionalista de destruir la nación liberal, está el origen de las dificultades de la democracia liberal de 1978 para alcanzar grandes pactos sobre la nación. Relacionados con esta incapacidad están el terrorismo nacionalista de ETA y el conflicto en Cataluña que condujo al referéndum de 2017. El libro trata de explicar por qué los españoles, en particular las elites, han tenido y siguen teniendo una opinión tan negativa de su país.

- José María Marco (2019). Diez Razones para amar a España. Madrid: Arzalia. Con este libro, Marco elabora diez argumentos en defensa de España. Van centrados en la sociedad (con un capítulo titulado “Nosotros”), en la música, la literatura, la lengua, la Corona, la religión, América, el paisaje, el paisaje y la pintura.

- José María Marco (2019). El verdadero amante. Lope de Vega y el amor. Madrid: Ediciones Insólitas. Después de veinte años dedicados a la historia intelectual y política, José María Marco decidió volver a los estudios literarios y escribió El verdadero amante, un estudio dedicado al tema del amor en la obra de Lope de Vega.[28] "El verdadero amante" no cuenta de nuevo la vida amorosa del poeta y dramaturgo. Intenta aclarar el significado del amor en su obra y su concepción del mundo, y la función que el amor ocupa en su genial creación literaria.

- José María Marco y Jorge Martín Frías(Ed.) (2020). La hora de España. Una afirmación liberal conservadora. Barcelona: Deusto. En 2020, José María Marco ha editado, junto con Jorge Martín Frías, una recopilación de ensayos titulada "La hora de España. Una afirmación liberal conservadora". Casi veinte autores ofrecen diversas perspectivas no partidistas –en la cultura, la política, la economía y Europa- para volver a pensar un centro derecha dividido y en crisis.[29]